# Victor Chauvin
Victor Chauvin (1844-1913) fou un orientalista belga. Fou professor de llengua àrab a la Universitat de Lieja entre 1872 i 1913 i investigador orientalista en aquesta universitat entre 1865 i 1913. Es formà com a jurista i el 1865 es formà en les llengües àrab i hebreu i durant la seua vida acumulà manuscrits i altres obres escrites en àrab. Es dedicà a la recerca del dret i la història de l'Orient antic des d'una perspectiva cartesiana i positivista.
L'obra més important d'aquest home és la Bibliographie des ouvrages arabes ou relatifs aux Arabes publiés dans l'Europe chrétienne de 1810 à 1885, una bibliografia reunida en 12 volums (lúltim publicat pòstumament) de les obres que publicades a Europa que tracten el món musulmà i àrab. La bibliografia continuava la Bibliotheca Arabica (1811), de Friedrich Schnurrer. Per aquesta obra va rebre dos premis: el Premi Rouveroy i el Premi de l'Acadèmia de París.
Els documents que estaven baix la seua propietat, el Fons Chauvin, es conserven actualment a la Universitat de Lieja, ja que Victor Chauvin ho donà com herència a la universitat.